# 증도초등학교 화도분교
증도초등학교 화도분교는 대한민국 전라남도 신안군에 있었던 공립 초등학교이다.

## 학교 연혁
- 1966년 3월 1일 병풍도국민학교 화도분교 개교
- 1967년 4월 1일 도서벽지학교 '을'급 지정
- 1983년 2월 15일 전증국민학교 화도분교장 개편
- 1986년 1월 1일 도서벽지학교 '나'급 조정
- 1989년 1월 1일 도서벽지학교 '가'급 조정
- 1996년 3월 1일 전증초등학교 화도분교 개칭
- 1997년 3월 1일 증도초등학교 화도분교장 개편
- 2000년 9월 1일 폐교 및 증도초등학교 통폐합